# Куликово (Білозерський район)
Кулико́во (рос. Куликово) — присілок у складі Білозерського району Курганської області, Росія. Входить до складу Білозерської сільської ради.
Населення — 275 осіб (2010, 368 у 2002).